# 김취려
김취려(金就礪, 1172년~1234년 음력 2월 21일)는 고려의 무신, 장군이다.
본관은 언양이며, 금오위대장군(金吾衛大將軍) 김부(金富)의 아들이다. 충렬왕과 충선왕의 후궁인 숙창원비의 증조부이다.
고려 고종 때 몽고군에 쫓겨 서북면을 침략한 거란족을 격퇴한 공으로 수태부(守太傅) 개부의동삼사 문하시랑평장사(開府儀同三司 文下侍郞平章事) 상장군(上將軍) 판이부사(判吏部事)가 되고, 이후 수태사(守太師) 특진주국(特進柱國)에 올랐다. 고려 고종 묘정에 배향되었으며, 시호는 위열(威烈)이다.

## 생애
음관로 등용되어 정위(正尉)에 임명된 후 동궁위(東宮衛)를 거쳐 장군(將軍)이 되었다. 1216년(고종 3)에 거란 왕자 금산(金山)·금시(金始)가 대요수국왕(大遼收國王)이라 칭하고 몽골군에게 쫓기어 고려의 서북면으로 쳐들어왔는데, 이들 거란족은 서북면에서 행패를 부리고 약탈을 자행하였다.
김취려는 이철 등과 함께 군사를 이끌고 서북면에서 거란족과 교전하여 무찌르고 1218년의 재침때에도 병마사(兵馬使)가 되어 원수(元帥) 조충(趙冲)과 함께 평정하였다. 또한 한순(韓恂) 등이 의주(義州)에서 일으킨 반란을 평정하는 등, 공로가 많아 판병부사 시중까지 되었다. 사후 고려 고종의 묘정에 배향되었다.

## 평가
- 성미가 곧고 청백하여 군기를 엄정히 하고 부하를 골고루 아끼었으며 싸움에서는 기발한 계교를 많이 꾸며서 큰 공을 세웠다.
- 1983년 6월 강화도에 사적비가 건립되었다.

## 가족 관계
- 증조부: 김수(金壽), 신호위(神虎衛) 별장 동정(別將 同正)
- 조부: 김언량(金彦良), 금오위섭랑장(金吾衛攝郞將)
- 아버지: 김부(金富), 금오위대장군(金吾衛大將軍)예부상서(禮部尙書)
- 어머니: 주씨(朱氏), 수검교장군행랑장 세명(世明)의 딸
  - 부인: 조씨(趙氏), 복야(僕射) 언통(彦通)의 딸
    - 아들: 김전(金佺), 태부(太傅)
      - 손자: 김양감(金良鑑), 첨의중호(僉議中護), 언양군(彦陽君) - 충렬왕과 충선왕의 후궁 숙창원비의 친정아버지
      - 손자: 김군(金頵)
      - 손자: 김중보(金仲保)
      - 손자: 김변(金賆), 태학사(太學士)

    - 아들: 김단병(金丹兵), 전투중 전사.
    - 아들: 김식(金軾), 전투중 전사.
    - 딸 : 참지정사 이지위(李之葳)에게 출가, 본관 미상

## 김취려가 등장한 작품
- 《무인시대》(KBS, 2003년~2004년, 배우:안성민)
- 《무신》(MBC, 2012년~2012년, 배우:전헌태)

## 전기 자료
- 『고려사』 권103, 「열전」16, 김취려
- 「김취려 묘지명」(김용선 편, 『역주 고려 묘지명 집성 (상)』(개정중판), 한림대학교출판부, 2012)

## 같이 보기
- 김취려 묘 - 인천광역시 문화재자료  제25호
- 강동성 전투
- 김방경
- 이철
- 숙창원비